# The Velvet Underground (album)
Pour le groupe, voir The Velvet Underground.
Albums de The Velvet Underground
White Light/White Heat
(1968) Loaded
(1970)
The Velvet Underground est le troisième album du groupe éponyme, souvent appelé « l'album au canapé » en référence à sa pochette.
En changeant de label (et de producteur : ils s'auto-produisent désormais), le Velvet change de style. Le groupe livre un album plus apaisé, avec de nombreuses ballades comme Candy Says ou Pale Blue Eyes. L'influence des membres de la Factory d'Andy Warhol se fait néanmoins encore sentir, au travers des photos de pochette (signées Billy Name) ou de la chanson sur l'actrice transgenre Candy Darling.
La chanson d'ouverture est interprétée par Doug Yule, et la dernière par Maureen Tucker.
John Cale, qui a pourtant quitté le groupe, est présent lors de quelques répétitions. Les morceaux qui sont enregistrés à cette occasion paraîtront plus tard sur des albums d'inédits.
Le magazine Rolling Stone place l'album en 316e position de son classement des 500 plus grands albums de tous les temps. Il est également cité dans l'ouvrage de référence de Robert Dimery Les 1001 albums qu'il faut avoir écoutés dans sa vie et dans plusieurs autres listes du même genre.

## Titres
Tous les textes et musiques sont signés Lou Reed.
| No  | Titre                       | Durée |
| --- | --------------------------- | ----- |
| 1.  | Candy Says                  | 4:02  |
| 2.  | What Goes On (en)           | 4:52  |
| 3.  | Some Kinda Love             | 4:00  |
| 4.  | Pale Blue Eyes              | 5:38  |
| 5.  | Jesus                       | 3:22  |
| 6.  | Beginning to See the Light  | 4:38  |
| 7.  | I'm Set Free                | 4:01  |
| 8.  | That's the Story of My Life | 1:56  |
| 9.  | The Murder Mystery          | 8:53  |
| 10. | After Hours (en)            | 2:07  |

## Musiciens
- Lou Reed – guitare, piano, chant

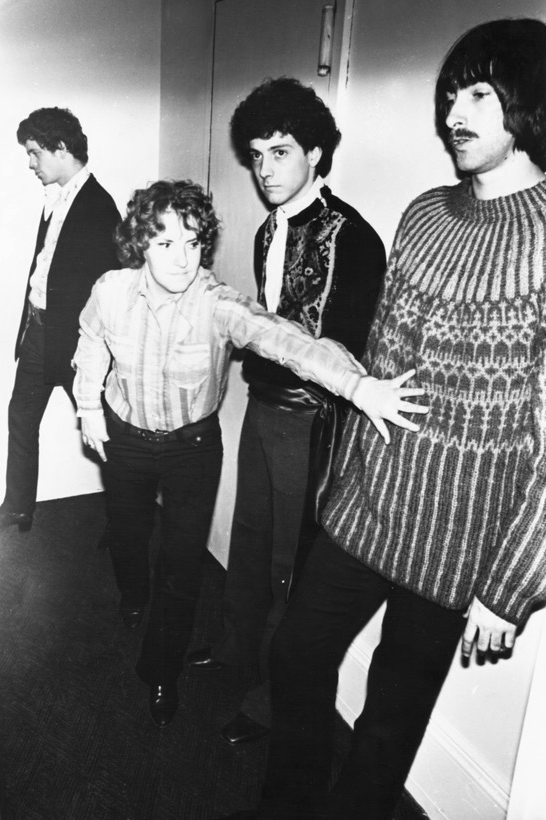
The Velvet Underground, 1968

- Sterling Morrison – guitare, chœur
- Doug Yule – basse, orgue, chant, chœur
- Maureen Tucker – percussions, chant, chœur